# Sang de bœuf (couleur)
Pour les articles homonymes, voir Sang de bœuf (homonymie).

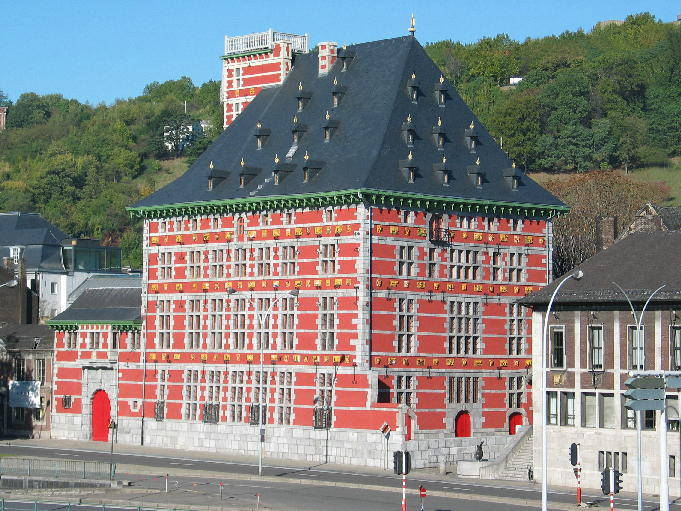
La Maison Curtius à Liège. Ce vieux palais renaissance de style mosan est peint en rouge sang de bœuf.

Le sang de bœuf est une teinture rouge sang tirant sur le marron.

## Situation chromatique
Chevreul indique que sang de bœuf est le nom de l'écarlate de Venise au milieu du XVIIIe siècle, et en situe la nuance au 1 rouge du 12 au 14 ton. Cette situation correspond — autant qu'on puisse voir malgré la dégradation des couleurs du nuancier — à la teinte du Répertoire de couleurs de la Société des chrysanthémistes de 1905 (RC).

## Histoire

### En Europe
Dans le contexte de l'architecture mosane, on parle de couleur sang de bœuf pour désigner les teintes pourpres.
La légende veut que les bateaux des corsaires étaient peints de cette couleur afin de rendre imperceptible le sang des victimes.
Hergé utilise cette couleur pour couvrir l’intérieur des pavois et des équipements du pont de la galiote de Rackham le Rouge. Ce choix repose principalement sur le fait qu'à cette époque, le rouge sang de bœuf était relativement bon marché. Le sang de bœuf a également longtemps été utilisé pour ses qualités insecticides dans le traitement des maisons en bois en Europe centrale[réf. souhaitée].

### En Amérique du Nord
Le rouge sang de bœuf est couramment utilisé pour peinturer les ponts et les granges au début des années 1900. La tradition proviendrait des États-Unis. La mode serait née en Pennsylvanie au début du XIXe siècle[réf. souhaitée]. Cette couleur disponible et populaire a servi au Québec pour peinturer les ponts couverts construits dans les années 1930.
Pour obtenir la teinture, on faisait cuire de l'ocre dans des fours et on obtenait une poudre rouge. Pour obtenir le produit recherché, on incorporait la poudre à un mélange contenant de l'huile de lin, de la térébenthine et un siccatif liquide. On vendait aussi le pigment d'ocre rouge en poudre pour ceux qui choisissait de la mélanger à de l'eau pour minimiser les coûts. Certains témoins des pratiques ont déclaré que la grange de leurs ancêtres avait été peinte avec de l'huile de lin et du véritable sang de bœuf.